# Anolis fugitivus
Anolis fugitivus este o specie de șopârle din genul Anolis, familia Polychrotidae, descrisă de Garrido 1975. Conform Catalogue of Life specia Anolis fugitivus nu are subspecii cunoscute.